# 让·蒂加纳
让·蒂加纳（法語：Jean Tigana，1955年6月23日—），出生于法属苏丹巴马科，法国足球教练员，退役职业足球運動員，1980年代法国足坛名宿，司职中场。

## 球员生涯

### 俱乐部生涯
1958年，蒂加纳三岁时，随父母从非洲大陆的法属苏丹迁到法国，定居在马赛。10岁的蒂加纳便在马赛当地的ASPTT少年俱乐部开始了足球训练，曾是法国东南地区少年、青少年和青年冠军队成员。
1975年，让·蒂加纳在法乙球会土伦展开了职业球员生涯，踢球之余，还在一家意大利面厂与邮局打过工。1978年，蒂加纳收到了法甲知名球会里昂队主教练埃梅·雅克的试训邀请，并最终加盟了这支法甲球队。此后他还辗转效力过波尔多和马赛这两支1980年代至1990年代初法甲最强的球队，帮助波尔多队四年内三次夺取联赛冠军（1983-84、1984-85和1987-88赛季）和法国杯的两连冠（1986、1987），帮助马赛队赢得了两届联赛冠军（1990-91、1991-92）。

### 国家队时期
1980年，蒂加纳入选法国国家队，同年5月，首次代表法国队参加国际比赛，对阵苏联队，此后逐渐成为国家队主力队员。球员时期的蒂加纳在国际赛场上有着出色的表现，他曾为法国国家队赢得1984年欧洲国家杯，同时也为国家队打入1986年世界杯四强。
司职中场的蒂加纳，与法国同时代的中场球员普拉蒂尼、费南迪斯和吉雷瑟合称为法国足球的「梦幻中场」（le Carré Magique）。他在国际赛事中的唯一一粒进球是在1986年世界杯与匈牙利队的比赛中打进的。

## 执教生涯
退役后的蒂加纳成为了一名职业足球教练，在多支欧洲顶级联赛球队有过执教经历，较著名有法甲的摩纳哥、英超的富勒姆以及土超的贝西克塔斯。

### 在法甲取得佳绩
1993年，蒂加纳执教了他成为主教练后的首支球队里昂，他带领球队在第二个赛季中获得法甲联赛亚军。创造了当时俱乐部历史上的最佳战绩。1995年，他转投另一支法甲劲旅摩纳哥，取得了更为辉煌的成绩，执教的首个赛季中帮助球队取得联赛第三名。在随后的1996-97赛季中，球队以领先第二名12分的优势获得法甲冠军，蒂加纳也因此当选为1997年度法国足球最佳教练。在1997-98赛季，他带领球队在欧冠中取得不俗的成绩，四分之一决赛中淘汰曼联队晋级四强。

### 带队晋级英超
2000年，蒂加纳离开了已取得成功的法国前往英格兰发展，入主了当时处于英甲联赛（第二级联赛）的富勒姆，在球队缺少大牌球星的情况下，充分发扬团队精神，依靠整体来抑制住对手发挥，仅用一个赛季就将球队时隔33年后首度带上英超联赛。但是此后，富勒姆在他的带领下始终徘徊于英超的中下游，与球队老板法耶兹之间就斯蒂夫·马莱转会费等问题也出现了矛盾。2003年4月，在球队遭遇到三连败后蒂加纳向俱乐部提出辞职。

### 入主土超豪门
2005年11月，蒂加纳前往土耳其，成为土耳其超级联赛豪门贝西克塔斯的主教练。2005-06赛季，带领球队在时隔八年之后首度问鼎足协杯冠军，并在2006-07赛季中蝉联了该项冠军，带领球队两年内夺得3个杯赛冠军。2007年5月，蒂加纳在联赛中0-3输给布尔萨体育，失去了与费内巴切争夺联赛冠军的机会后，在离赛季结束还剩三场比赛的时候选择了辞职。

### 重回法甲执教
从贝西克塔斯辞职后，一度传言有十余家欧洲俱乐部向他抛出了橄榄枝，但是蒂加纳却赋闲三年。直到2010年5月，才与曾经在球员时期效力过的波尔多达成执教协议，接替前往法国国家队执教的布兰科成为球队的主教练。2011年5月7日，联赛仅排名第九的波尔多在联赛中主场0比4大败于索肖，蒂加纳在被全场球迷狂嘘的同时，同在现场观赛的蒂加纳16岁的女儿也备受辱骂。赛后，感觉受到侮辱的蒂加纳愤然辞职，并表示将永远不在法国本土执教，由于合同还有一年多才到期，此举也让他损失了154万欧元。

### 中超遭遇滑铁卢
2011年12月18日，中国足球超级联赛球队上海申花官方宣布聘请蒂加纳成为球队主教练，合约为期一年。主教练团队的年薪高达250万欧元，创下了当时中超教练的年薪纪录。由於战绩不佳，首5戰只取得1勝，申花高層決定辭退三名教練團成员，同時提拔阿内尔卡进入教练团队，迫使蒂加纳自動辭職。2012年4月15日，蒂加纳辞去上海申花主教练职务。4月26日，上海申花正式宣布和蒂加纳解除工作合同，由助理教练让·弗洛伦特代理主教练，阿内尔卡成为球队队长兼助理教练。有观点认为，蒂加纳的超前训练方法并不适合水平不高的中国足球。

## 所获荣誉
- 法国足球年度最佳运动员： 1984年
- 法国足球年度最佳教练： 1997年

## 外部連結
- Lequipe Profile（页面存档备份，存于）
- FFF.FR Profile（页面存档备份，存于）